# Charlotte Froese Fischer

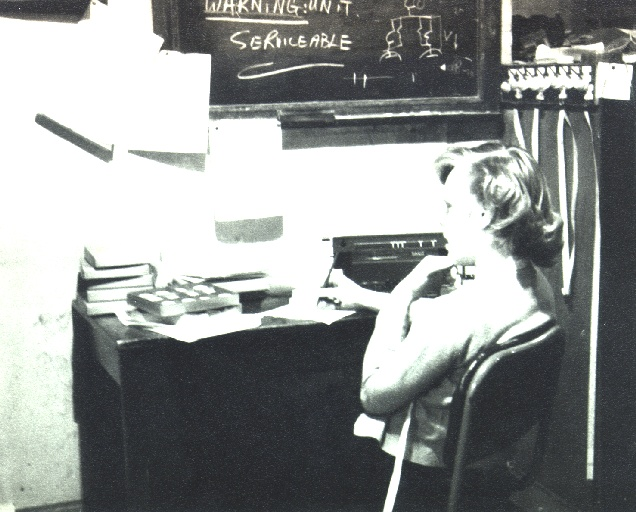
Charlotte Froese Fischer

Charlotte Froese Fischer (* 21. September 1929 in Nikolejevka, Ukrainische SSR; † 8. Februar 2024 in Maryland) war eine US-amerikanische angewandte Mathematikerin, bekannt für numerische Berechnungen von Atomstrukturen (Multi-Konfigurations Hartree-Fock-Methoden, MCHF).
Sie stammte aus einer mennonitischen Familie, die rechtzeitig vor Ausbruch des Zweiten Weltkriegs über Deutschland nach Kanada (Chilliwack in British Columbia) emigrierte. Sie studierte an der University of British Columbia mit dem Bachelor-Abschluss 1952 und dem Master-Abschluss 1954 und wurde 1957 an der Universität Cambridge bei Douglas Hartree promoviert (Self-consistent Field Calculations with Exchange). Sie hörte dort bei Paul Dirac dessen Quantenmechanik Vorlesung und assistierte Hartree in Berechnungen von Atomstrukturen mit dem EDSAC Computer. 
Danach war sie wieder an der University of British Columbia, wo sie 1957 Assistant Professor wurde (und später Professor) und erste Informatik Kurse aufbaute. Fischer war von 1957 bis 1959 auch Programmiererin und Beraterin der Pacific Oceanography Group in British Columbia. Von 1968 bis 1975 war sie Professor an der University of Waterloo und von 1974 bis 1979 Professor für Informatik an der Pennsylvania State University und 1980 an der Vanderbilt University.
1963/64 war sie Gastprofessor an der Harvard University (Harvard College Observatory).
1991 wurde sie Fellow der American Physical Society, insbesondere für ihre Vorhersage des negativen Ions von Kalzium. 1964 bis 1967 war sie als eine der ersten Frauen Sloan Research Fellow. 1995 wurde sie auswärtiges Mitglied der Königlichen Physiographischen Gesellschaft in Lund und 2004 der Litauischen Akademie der Wissenschaften. 2016 wurde sie in die Royal Society of Canada aufgenommen.
Sie war ab 1967 mit dem Informatik-Professor Patrick C. Fischer (1935–2011) verheiratet und hatte ein Kind.